# Аделандия
Аделандия (порт. Adelândia)  —  муниципалитет в Бразилии, входит в штат Гояс. Составная часть мезорегиона Центр штата Гойас. Входит в экономико-статистический  микрорегион Аникунс. Население составляет 2549 человек на 2006 год. Занимает площадь 115,353 км². Плотность населения — 22,1 чел./км².

## Статистика
- Валовой внутренний продукт на 2003 год составляет 9 970 048,00 реалов (данные: Бразильский институт географии и статистики).
- Валовой внутренний продукт на душу населения на 2003 год составляет 3975,30 реалов (данные: Бразильский институт географии и статистики).
- Индекс развития человеческого потенциала на 2000 год составляет 0,715 (данные: Программа развития ООН).